# Piotr Haczek
Piotr Haczek, född den 26 januari 1977, är en polsk före detta friidrottare som tävlade i kortdistanslöpning.
Haczek främsta meriter i karriären har kommit som en del av det polska stafettlaget på 4 x 400 meter. Den största meriten är guldet vid VM 1999 då han tillsammans med Tomasz Czubak, Robert Maćkowiak och Jacek Bocian ingick i laget. Ursprungligen slutade laget tvåa men då Antonio Pettigrew i USA var dopad blev Polen guldmedaljörer. 
Individuellt är Haczek främsta merit att han deltog vid Olympiska sommarspelen 2000 där han blev utslagen i semifinalen på 400 meter.

## Personliga rekord
- 400 meter - 45,43